# Max Gerner
Pour les articles homonymes, voir Gerner.
Max Gerner (1900-1977) est un constructeur aéronautique allemand.

## Débuts industriels
Max Gerner né le 7 avril 1900 à Ratisbonne est le fils d’un négociant de matériaux pour le bâtiment. Après des études d’ingénieur à Mannheim, il entre au bureau d’études du constructeur aéronautique Richard Dietrich (de). Il participe donc au développement du Dietrich DP I, un biplan biplace inspiré du Fokker D.VII. Il suit le déménagement de Dietrich pour Kassel en janvier 1923, mais quand l’entreprise déménage à nouveau pour s’installer à Berlin, Max Gerner rentre à Francfort où il fonde en 1928 la Flugzeugbau Max Gerner, sur l’aérodrome de Rebstock. Dès 1928 il construit le biplan léger Gerner G I, rapidement suivi du Gerner G IIR qui sera construit en série. 
Flugzeugbau Max Gerner est une des 28 entreprises de construction aéronautique créées dans la région de Francfort entre 1907 et 1945. 

## Adler Flugzeugbau
Installée à Francfort, la firme Adler, anciennement Heinrich Kleyer AG (de), qui s’était développée grâce à ses cycles et machines à coudre, mais aussi et surtout aux véhicules Adler Trumpf et Trumpf Junior, cherchait depuis 1909 à percer dans le domaine nouveau de l’aviation. Franz Röhr et Josef Jacobs, anciens pilotes militaires, embauchés respectivement comme ingénieur en chef et directeur d’Adler Flugzeugbau, furent à l’origine du rachat de Flugzeugbau Max Gerner par le groupe Adler le 22 janvier 1934. Max Gerner était également embauche pour poursuivre le développement de ses propres réalisations. Les ventes d’avions restèrent très en deçà des espérances d’Adler, contraint par ailleurs par les autorités allemandes à se recentrer sur ses activités principales. Après de longues négociations Adler Flugzeugbau disparût le 30 avril 1935. La production des avions Gerner cessa peu après.

## Réparations aéronautiques
Dès 1936 certains petits constructeurs aéronautiques allemands s’étaient reconvertis en réparateurs pour les besoins de la Luftwaffe et un document daté de 1937 liste la Flugzeugbau Max Gerner comme une entreprise capable de réparer les avions Heinkel He 70, Henschel Hs 123, Klemm Kl 25 et Klemm Kl 32. Le 4 octobre 1940 Flugzeugbau Max Gerner devint une société anonyme (GmbH en allemand) spécialisée dans la réparation aéronautique qui disposait de 4 ateliers dans la région de Francfort, dont un spécialement construit à cet effet, et employait 1385 salariés au 31 décembre 1940. Ce chiffre sera porté à près de 1800 courant 1943. 158 planeurs DFS 230, 174 Heinkel He 70, 160 Messerschmitt Bf 109, 1 Messerschmitt Me 110 et 90 fuselages de Messerschmitt Bf 109 furent réparés entre 1941 et 1944 par Flugzeugbau Max Gerner,  qui produisit également des sous-ensembles pour les principaux constructeurs allemands. Bombardés régulièrement à partir de mars 1944, les ateliers cessèrent leur activité en mars 1945 avec l’arrivée des troupes américaines.

## Après-guerre
Max Gerner créa encore en 1946 à Francfort-Niederrad une entreprise de machines-outils qui emploiera jusqu’à 45 salariés avant de fermer en 1951. Max Gerner est décédé le 24 mars 1977. 